# Faustina de Oudere
Annia Galeria Faustina (98/105-140/141) was de gemalin van de Romeinse keizer Antoninus Pius en had de titel 'Augusta' (keizerin) van 138 tot haar dood. Zij is ook bekend als Faustina Senior en Faustina Maior of Major.
Er is niet veel bekend over haar leven. Zo is de exacte datum van haar geboorte (ergens tussen 98 en 105), die van haar huwelijk met Antoninus Pius en zelfs die van haar dood (rond 140-141) onbekend. Haar vader was consul Marcus Annius Verus. Faustina was de nicht van keizerin Vibia Sabina, echtgenote van keizer Hadrianus.
Faustina had een gelukkig huwelijk met Antoninus Pius en ze kregen samen vier kinderen, die allen werden geboren voordat Antoninus keizer werd. Slechts een van deze kinderen overleefde haar: Faustina (Faustina de Jongere), die later de echtgenote zou worden van Marcus Aurelius, de adoptiefzoon en opvolger van haar vader.
Antoninus Pius liet haar na haar dood goddelijk verklaren door de Senaat. Zij kreeg de titel 'diva', en hij liet een tempel op het Forum Romanum voor haar bouwen. Faustina was daarmee de eerste keizerin die een permanente aanwezigheid - in de vorm van een tempel - had op het Forum Romanum, het politieke centrum van de Romeinse wereld. Deze tempel werd ingewijd in het jaar 144 en in 150 vernieuwd ter nagedachtenis aan het overlijden van Faustina 10 jaar eerder. Na de dood van Antoninus Pius in 161, voegde Marcus Aurelius de toewijding aan de overleden keizer toe en de tempel werd omgedoopt tot Divo Antonino et Divae Faustinae (voor de Goddelijke Antoninus en Goddelijke Faustina). Tegenwoordig bevindt de kerk San Lorenzo zich binnen de overblijfselen van deze 17 meter hoge tempel, waarvan de imposante restanten nog te zien zijn op het Forum Romanum in Rome.
Ook liet Antoninus een enorme hoeveelheid munten met haar beeltenis slaan en de tekst DIVA AVG(VSTA) FAVSTINA (vergoddelijkte keizerin Faustina). Na 147, toen Faustina de Jongere Augusta werd, veranderde dit in DIVA FAVSTINA.
Van deze munten werden er heel wat gevonden in de Schat van Mespelare, bij Dendermonde.

## Stamboom
|                       |                       |                       |                       |                       |                       |  |  |                          |                          |                          |                          | Antoninus Pius (keizer)  | Antoninus Pius (keizer)  | Antoninus Pius (keizer) | Antoninus Pius (keizer) | Antoninus Pius (keizer) | Antoninus Pius (keizer) |                     |                     | Faustina de Oudere  | Faustina de Oudere  | Faustina de Oudere | Faustina de Oudere | Faustina de Oudere | Faustina de Oudere |  |  |  |  |  |  |
|                       |                       |                       |                       |                       |                       |  |  |                          |                          |                          |                          | Antoninus Pius (keizer)  | Antoninus Pius (keizer)  | Antoninus Pius (keizer) | Antoninus Pius (keizer) | Antoninus Pius (keizer) | Antoninus Pius (keizer) |                     |                     | Faustina de Oudere  | Faustina de Oudere  | Faustina de Oudere | Faustina de Oudere | Faustina de Oudere | Faustina de Oudere |  |  |  |  |  |  |
|                       |                       |                       |                       |                       |                       |  |  |                          |                          |                          |                          |                          |                          |                         |                         |                         |                         |                     |                     |                     |                     |                    |                    |                    |                    |  |  |  |  |  |  |
|                       |                       |                       |                       |                       |                       |  |  | Marcus Aurelius (keizer) | Marcus Aurelius (keizer) | Marcus Aurelius (keizer) | Marcus Aurelius (keizer) | Marcus Aurelius (keizer) | Marcus Aurelius (keizer) |                         |                         | Faustina de Jongere     | Faustina de Jongere     | Faustina de Jongere | Faustina de Jongere | Faustina de Jongere | Faustina de Jongere |                    |                    |                    |                    |  |  |  |  |  |  |
|                       |                       |                       |                       |                       |                       |  |  | Marcus Aurelius (keizer) | Marcus Aurelius (keizer) | Marcus Aurelius (keizer) | Marcus Aurelius (keizer) | Marcus Aurelius (keizer) | Marcus Aurelius (keizer) |                         |                         | Faustina de Jongere     | Faustina de Jongere     | Faustina de Jongere | Faustina de Jongere | Faustina de Jongere | Faustina de Jongere |                    |                    |                    |                    |  |  |  |  |  |  |
|                       |                       |                       |                       |                       |                       |  |  |                          |                          |                          |                          |                          |                          |                         |                         |                         |                         |                     |                     |                     |                     |                    |                    |                    |                    |  |  |  |  |  |  |
|                       |                       |                       |                       |                       |                       |  |  |                          |                          |                          |                          |                          |                          |                         |                         |                         |                         |                     |                     |                     |                     |                    |                    |                    |                    |  |  |  |  |  |  |
|                       |                       |                       |                       |                       |                       |  |  |                          |                          |                          |                          |                          |                          |                         |                         |                         |                         |                     |                     |                     |                     |                    |                    |                    |                    |  |  |  |  |  |  |
| Lucius Verus (keizer) | Lucius Verus (keizer) | Lucius Verus (keizer) | Lucius Verus (keizer) | Lucius Verus (keizer) | Lucius Verus (keizer) |  |  | Lucilla                  | Lucilla                  | Lucilla                  | Lucilla                  | Lucilla                  | Lucilla                  |                         |                         | Commodus (keizer)       | Commodus (keizer)       | Commodus (keizer)   | Commodus (keizer)   | Commodus (keizer)   | Commodus (keizer)   |                    |                    |                    |                    |  |  |  |  |  |  |
| Lucius Verus (keizer) | Lucius Verus (keizer) | Lucius Verus (keizer) | Lucius Verus (keizer) | Lucius Verus (keizer) | Lucius Verus (keizer) |  |  | Lucilla                  | Lucilla                  | Lucilla                  | Lucilla                  | Lucilla                  | Lucilla                  |                         |                         | Commodus (keizer)       | Commodus (keizer)       | Commodus (keizer)   | Commodus (keizer)   | Commodus (keizer)   | Commodus (keizer)   |                    |                    |                    |                    |  |  |  |  |  |  |